# 美濃窯業

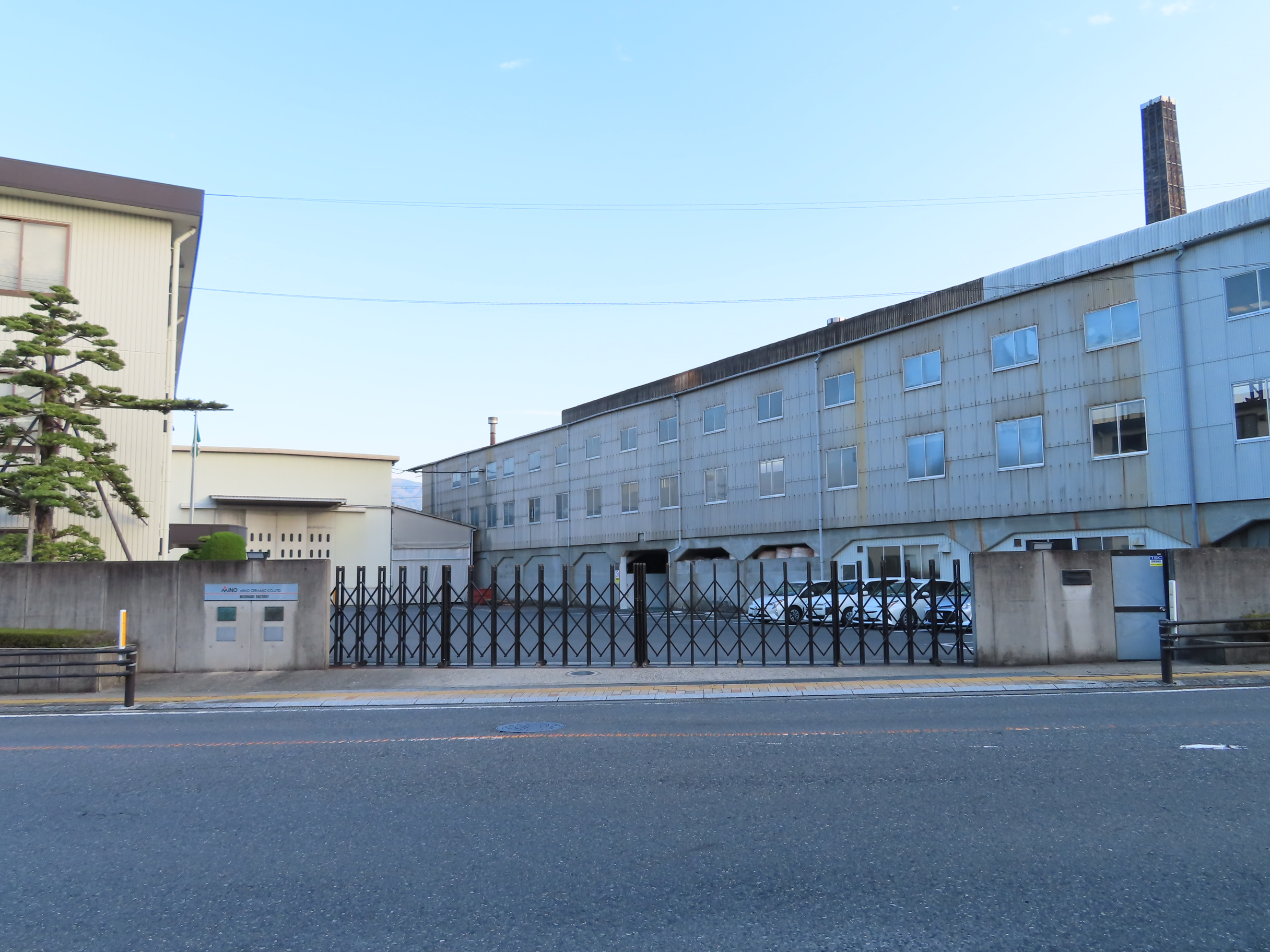
本社（岐阜県瑞浪市）

美濃窯業株式会社（みのようぎょう、MINO CERAMIC CO.,LTD. ）は、岐阜県と愛知県に本社を置く、耐火レンガとセラミックス製品メーカー。

## 沿革
- 1918年（大正7年）8月14日 - 設立[2]。
- 1936年（昭和11年）4月 - 合資会社三和窯業商会を買収[2]。
- 1942年（昭和17年）4月 - 中央珪石煉瓦株式会社を吸収合併[2]。
- 1949年（昭和24年）5月 - 名古屋証券取引所市場第二部に株式を上場[2]。
- 1996年（平成8年）7月 - 子会社であったミノー油絵具株式会社を株式会社クサカベに売却[2]。
- 2002年（平成14年） - ISO 9001認証を取得[3]。
- 2006年（平成18年）8月 - 美濃窯業製陶株式会社、株式会社ビヨーブライト、モノリス株式会社、日本セラミックエンジニアリング株式会社を完全子会社化[2]。
- 2014年（平成26年）4月 - 美濃窯業株式会社が子会社の美濃窯業製陶株式会社と子会社のモノリス株式会社を吸収合併[2]。
- 2015年（平成27年）3月 - 日本セラミックエンジニアリング株式会社を連結子会社化[2]。
- 2017年（平成29年）9月 - 花王株式会社の高機能セラミックス関連事業を譲受け[2]。
- 2018年（平成31年）12月 - 美州興産株式会社を株式交換により完全子会社化[2]。
- 2019年（令和元年）9月 - ミノセラミックス商事株式会社の株式を追加取得により完全子会社化[2]。
- 2021年（令和3年）4月 - 文部科学大臣表彰「創意工夫功労者賞」を受賞[4]。
  - 10月 - 岩佐機械工業株式会社を完全子会社化。
- 2022年（令和4年）4月 - 大阪営業所を名古屋営業所に統合・㈱ビヨーブライト、ミノセラミックス商事㈱及び日本セラミツクエンジニヤリング㈱を吸収合併。
- 2024年（令和6年）3月 - 東京証券取引所スタンダード市場へ株式を上場[5][6]。

## 事業所
- 本社（岐阜県瑞浪市）
- 本社事務所（愛知県名古屋市中村区）
- 営業所[7]
  - 東京支社営業部（東京都千代田区）
  - 名古屋営業所（愛知県名古屋市中村区）
  - 大阪営業所（大阪府大阪市北区）
  - 九州営業所（福岡県北九州市小倉北区）
- 工場[7]
  - 瑞浪工場（岐阜県瑞浪市）
  - 亀崎工場（愛知県半田市）
  - 四日市工場（三重県四日市市）
  - プラント部（岐阜県瑞浪市）
  - 技術研究所（愛知県半田市）

## グループ会社
- 日本セラミックエンジニアリング株式会社[2]
- ミノセラミックス商事株式会社[2]
- 株式会社ビヨーブライト[2]
- 美州興産株式会社[2]
- 美濃窯業製陶株式会社（2014年に消滅）[2]